# Bundi (distrikt)
Bundi är ett distrikt i den indiska delstaten Rajasthan. Den administrativa huvudorten är staden Bundi. Distriktets befolkning uppgick till 962 620 invånare vid folkräkningen 2001, på en yta av 5 550 km².
Furstendömet Bundi grundlades 1342 av Rao Deva, en ättling till Rao Visaladeva, kung av Ajmer. Sedermera intogs riket av Akbar den store. Efter att senare ha erövrats av marathadynastin Holkar slöt så rajan i Bundi 1818 en allians med Brittiska Ostindiska Kompaniet, varefter Bundi utgjorde brittisk vasallstat ända till den indiska självständigheten 1947.

## Administrativ indelning
Distriktet är indelat i fem tehsil, en kommunliknande administrativ enhet:
- Bundi
- Hindoli
- Indragarh
- Keshoraipatan
- Nainwa

## Urbanisering
Distriktets urbaniseringsgrad uppgick till 18,65 % vid folkräkningen 2001. Den största staden är huvudorten Bundi. Ytterligare sex samhällen har urban status:
- Budhpura, Indragarh, Kaprain, Keshoraipatan, Lakheri, Nainwa